# Cratere Dalilah
Dalilah è un cratere sulla superficie di Encelado.